# Лео Ааріо
Лео Ейно Ааріо (до 1928 року — Енгманн) (фін. Leo Aario 26 листопада 1906 — 6 серпня 1998) — фінський географ, геолог, ботанік, педагог, професор. Доктор наук (з 1932). Член Фінської академії наук (з 1954).

## Життєпис
У 1925 закінчив Фінський класичний ліцей (Виборг).
З 1945 по 1953 працював професором географії в Університеті Турку.
Був деканом факультету природничих наук.
У 1951–1953 — проректор Університету Турку.
З 1953 по 1970 — професор географії Гельсінського університету.
З 1954 Ааріо був членом Фінської академії наук
З 1963 — член Німецької академії натуралістів «Леопольдина».
У 1967 обраний членом-кореспондентом Геттінгенської академії наук.
Спеціаліст в галузі ботанічної і природної географії, палеографії.

## Вибрані праці
- Biologische Geographie
- Pflanzentopographische und paläogeographische Mooruntersuchungen in N-Satakunta
- Über die Wald- und Klimaentwicklung an der lappländischen Eismeerküste in Petsamo mit e . Beitr. zur nord- u. mitteleurop. Klimageschichte
- Über den südlichen Abfluss des Vor-Päijännesees
- Ein nachwärmezeitlicher Gletschervorstoss in Oberfernau in den Stubaier Alpen
- Die Kulturlandschaft und bäuerliche Wirtschaft beiderseits des Rheintales bei St. Goar
- Der Tümmlerfund von Kolosjoki und die Entwicklungsgeschichte der Wälder Petsamos, in Fennia (1940)
- The original garden cities in britain and the garden city ideal in finland
- Waldgrenzen und subrezenten [! ] Pollenspektren in Petsamo, Lappland
- Vegetation und postglaziale Geschichte des Nurmijärvi-Sees